# Edinburgška-2 skala kome
Edinburgška-2 skala kome (E2 CS - eng. Edinburgh-2 Coma Scale) jedna je od manje korišćenih skala za procenu stanja svesti, u kojoj se svest označava brojevima od nula do devet. U ovoj skali nivo svesti nula predstavlja potpuno očuvanu svijest, a devet najdublji poremećaj svesti.

## Opšte informacije
Procenjivanje stepena obolelosti organizma predstavlja jedan od osnovnih postupaka u medicinskoj praksi. Složenost intenzivnog lečenja i materijalni troškovi zahtevaju objektivniju procenu bolesnikovog stanja i njegove prognoze, pa je s toga u poslednjih dvadesetak godina došlo do razvoja različitih skoring sistema koji tu procenu olakšavaju. Skor sistemi su postali naročito primenjivi u oblasti traume zbog potrebe za utvrđivanjem tačnih parametara za trijažiranje bolesnika. Ti parametri su neophodni iz razloga što se odluka o upućivanju povređenog donosi na terenu, bilo od strane paramedicinskog osoblja ili u reanimacionoj ambulanti, od strane jednog lekara, najčešće bez konsultacije sa lekarima drugih profila zbog nedostatka vremena.

## Primena
Nadražaji za dobijanje vresnosti prema ovoj skali dobijaju se prema redosledu radnji navedenim u donjoj tabeli.
| Nadražaj                                                        | Najbolji odgovor                                                                                       | Broj bodova     |
| --------------------------------------------------------------- | --- | --------------- |
| 1. „Koji je mesec?“ 2. „Koliko imate godina?“                   | - Oba tačna odgovora - Jedan tačan odgovor - Oba netačnna odovora                                      | - 0 - 1 - 2     |
| 1. „Zatvorite i otvorite šaku.“ 2. „Zatvorite i otovorite oči.“ | - Tačno izvršava obe naredbe - Tačno izvršava jednu naredbu - Netačno izvršava naredbe                 | - 3 - 4 - 5     |
| 1. Primena bolnog nadražaja                                     | - Lokalizovan bolni nadražaj - Fleksijski odgovor na bol - Ekstenzijski odgovor na bol - Nema odgovora | - 6 - 7 - 8 - 9 |

Ispitivač prvo primenjuje nadražaje iz prve grupe i prati bolesnikov odgovor. Ako bolesnikov odgovor nije jedan od ponuđenih, ispitivač pristupa primeni nadražaja iz druge grupe, i tako redom.
Napomena: Upotreba Glazgovske skale kome (GCS) ne bi trebalo da isključuje upotrebu drugih skala, kao što je E2 CS; pa se E2 CS  može koristiti zajedno sa GCS. Akumulacija podataka iz obe skale pruža informacije korisne za poboljšanje postojećih skala kome.

## Spoljašnje veze
|  | Molimo Vas, obratite pažnju na važno upozorenje u vezi sa temama iz oblasti medicine (zdravlja). |